# Calliphora viridescens
Calliphora viridescens este o specie de muște din genul Calliphora, familia Calliphoridae, descrisă de Robineau-desvoidy în anul 1830. Conform Catalogue of Life specia Calliphora viridescens nu are subspecii cunoscute.